# Chen Hung-Ling
Chen Hung-Ling (10 de febrero de 1986) es un deportista taiwanés que compitió en bádminton. Ganó una medalla de bronce en el Campeonato Mundial de Bádminton de 2018 en la prueba de dobles.

## Palmarés internacional
| Representando a China Taipéi |                |                   |        |
| Campeonato Mundial           |                |                   |        |
| Año                          | Lugar          | Medalla           | Prueba |
| 2018                         | Nankín (China) | Medalla de bronce | Dobles |